# Ekaterina Grigor'evna Stašesvskaja-Narodickaja
Ekaterina Grigor'evna Stašesvskaja-Narodickaja (Žytomyr, 13 aprile 1926 – Mosca, 12 novembre 1977) è stata una regista sovietico.

## Filmografia parziale

### Regista
- Mal'čiki (1971)
- Berega (1973)
- Koncert dlja dvuch skripok (1975)